# Квазіпраліси Церківнянського лісництва
Квазіпраліси Церківнянського лісництва — пралісова пам'ятка природи місцевого значення. Об'єкт розташований на території Долинського району Івано-Франківської області, Місце розташування: Долинський район, ДП Болехівське лісове господарство, Церківнянське лісництво, квартал 40, виділ 36; квартал 43, виділи 11, 14; квартал 44, виділ 5; квартал 45, виділи 6, 8, 11, 12, 14; квартал 46, виділ 23; квартал 48, виділ 24.
Площа — 90,9 га, статус отриманий у 2020 році.